# Mistrzostwa Świata w Łucznictwie 1947
11. Mistrzostwa Świata w Łucznictwie odbyły się 12–19 sierpnia 1947 w Pradze w Czechosłowacji. Organizatorem była Międzynarodowa Federacja Łucznicza.
Jedyny medal dla Polski – złoto indywidualnie – wywalczyła Janina Kurkowska.

## Medaliści

### Strzelanie z łuku klasycznego
| Konkurencja            | Złoto                                                        | Srebro                                                                  | Brąz                                                                                              |
| Indywidualnie kobiet   | Janina Kurkowska                                             | Astrid Trølsen                                                          | Petronella de Wharton-Burr                                                                        |
| Indywidualnie mężczyzn | Hans Deutgen                                                 | Václav Karola                                                           | Josef Brejcha                                                                                     |
| Drużynowo kobiet       | Dania · Astrid Troelsen · Ellen Jensen · Sofia Rasmussen     | Francja · Collete Beday · Irène Cruypenninck · Adam                     | Wielka Brytania · Petronella de Wharton-Burr · Sylvia Macquoid · Philome Dames · Louise Nettleton |
| Drużynowo mężczyzn     | Czechosłowacja · Václav Karola · Josef Brejcha · Josef Kasal | Dania · Einar Tang-Holbaek · Arne Vangbaeck · Ove Hansen · Sigfred Smed | Szwecja · Hans Deutgen · Gunnar Karlsson · Erik Trolle · Sandberg                                 |

## Klasyfikacja medalowa
| Lp. | Państwo         | Złoto | Srebro | Brąz | Razem |
| 1.  | Dania           | 1     | 2      | 0    | 3     |
| 2.  | Czechosłowacja  | 1     | 1      | 1    | 3     |
| 3.  | Szwecja         | 1     | 0      | 1    | 2     |
| 4.  | Polska          | 1     | 0      | 0    | 1     |
| 5.  | Francja         | 0     | 1      | 0    | 1     |
| 6.  | Wielka Brytania | 0     | 0      | 2    | 2     |